# Garou-Garou, le passe-muraille
Pour les articles homonymes, voir Le Passe-muraille (homonymie).
Pour plus de détails, voir Fiche technique et Distribution.
Garou-Garou, le passe-muraille est un film français réalisé par Jean Boyer et sorti en 1951. Il est inspiré de la nouvelle Le Passe-muraille de Marcel Aymé.
Fréquemment abrégé en Le Passe-muraille, son titre est bien Garou-Garou, le passe-muraille.

## Synopsis
Léon Dutilleul, petit fonctionnaire de bureau encadré par une hiérarchie moraliste et dirigiste, se découvre un jour la capacité de passer à travers les murs. Immédiatement, il en avertit son ami le piètre artiste-peintre Gen-Paul. Celui-ci lui donne des idées pour en profiter, par exemple jouer quelques mauvais tours à ses supérieurs hiérarchiques, faire quelques petites farces à des inconnus, ou profiter de l'occasion pour un peu de voyeurisme dans le magasin de mode d'à côté. Le hasard de la vie lui fait découvrir une « lady », Susan, anglaise, en réalité souris d'hôtel qui fait équipe avec Maurice, portier du même palace, pour des fric-fracs nocturnes dans les chambres de l'hôtel. Malgré les appels à la prudence de son ami, Léon veut la remettre dans le droit chemin en lui faisant la morale, mais il est amoureux : pour tenter de la séduire, il se fait passer pour un grand aventurier et voleur sous le nom de Garou-Garou. Les occasions de jouer de son don se multiplient alors.

## Fiche technique
- Titre : Garou-Garou "Le passe-muraille"
- Réalisation : Jean Boyer, assisté de Jean Bastia, Gérard Ducaux-Rupp
- Scénario : d'après la nouvelle Le Passe-muraille de Marcel Aymé
- Adaptation : Jean Boyer, Michel Audiard
- Dialogues : Michel Audiard
- Décors : Robert Giordani, Jean Mandaroux et Jean Taillandier
- Photographie : Charles Suin
- Son : Tony Leenhardt
- Montage : Fanchette Mazin
- Musique : Georges Van Parys
- Régisseur : André Guillot
- Doublure lumière Joan Greenwood : Anne Marilo
- Tournage du 4 septembre au 20 novembre 1950, dans les studios « Franstudio » de Saint-Maurice
- Sociétés de production : Cité Films, Silver Films, Fidès
- Chef de production : Jacques Bar, Arthur Sachson
- Production associée : Robert Dorfmann
- Société de distribution : Corona
- Pays de production : France
- Format : noir et blanc - 1,37:1 - 35 mm - son mono
- Durée : 90 minutes
- Genre : comédie fantastique
- Dates de sortie : 
  - France : 22 mars 1951
  - France : 4 avril 1951 à Paris
- Visa ministériel N° 10401

## Distribution
- Bourvil : Léon Dutilleul, petit fonctionnaire
- Joan Greenwood : Lady Brockson dite Susan
- Raymond Souplex : Gen-Paul, l'artiste peintre
- Marcelle Arnold : Germaine, la sœur de Léon
- Jacques Erwin : Gaston, le beau-frère de Léon
- Gérard Oury : Maurice, le complice de Susan
- Henri Crémieux : Gustave Lécuyer
- Georges Lannes : le directeur de la prison
- Roger Tréville : Félix Burdin
- Frédéric O'Brady : le médecin spécialiste
- René Worms : un employé du ministère
- Nina Myral : Madame Héloïse
- André Dalibert : un employé du ministère
- Nicole Riche : la dame qui s'habille
- Germaine Reuver : madame Ménard, la concierge
- Jeanne Véniat : la sud-américaine
- Georges Flateau : monsieur Robert
- Edmond Beauchamp : Arturo, le sud-américain

Non Crédités : 
- Nicolas Amato : un gardien de prison (non crédité)
- Georgette Anys : Maria, la bonne du directeur (non créditée)
- Claude Barbé : le groom (non crédité)
- Maurice Biraud : un employé du ministère (non crédité)
- Jacky Blanchot : le gardien qui reçoit les coups de pied au derrière à travers le mur (non crédité)
- Gérard Buhr : un vendeur de journaux (non crédité)
- Raymond Carl : le collègue de travail de Léon
- Marcel Charvey : le barman (non crédité)
- Dominique Davray : un mannequin du magasin (non créditée)
- Fignolita : la femme noire surprise dans son lit (non créditée)
- Franck Maurice : un gardien de prison (non crédité)
- Marcel Méral : un employé du ministère (non crédité)
- Laure Paillette : une dame dans la file d'attente (sous réserve de confirmation) (non créditée)
- Titys : le détenu de la prison (non crédité)
- Paméla Wilde : un mannequin du magasin (non créditée)

## Différences avec la nouvelle
La nouvelle de Marcel Aymé est très courte (18 000 caractères). Dans la nouvelle, Dutilleul est binoclard et barbichu, attributs qu'il n'a pas dans le film. Il est célibataire et vit seul alors que, dans le film, il vit chez sa sœur et son beau-frère. Le personnage du peintre, secondaire dans la nouvelle, devient important dans le film. Le rôle féminin est très différent (une femme séquestrée et battue par un mari jaloux dans la nouvelle, une monte-en-l'air « maquereautée » dans le film, Dutilleul couche avec elle dans la nouvelle, alors que dans le film leur relation reste platonique). Dans la nouvelle, Dutilleul vole pour se rendre intéressant, dans le film c'est uniquement pour construire un personnage qui émerveillera l'élue de son cœur, et il rendra l'argent volé. La chute, amenée progressivement dans la nouvelle (Dutilleul reste prisonnier du mur qu'il ne peut plus franchir), est très différente dans le film et proposée de façon abrupte (Dutilleul perd son don au profit de sa maîtresse).

## Autour du film
- Une version anglaise a été tournée avec Bourvil, Joan Greenwood, Marcelle Arnold, Payne Williams et Charles Jarrell sous le titre Mister Peek-a-Boo
- Première rencontre cinématographique entre Bourvil et Gérard Oury : « .. le Passe-muraille, c'était Bourvil, et il devait m'asséner des claques au travers des cloisons [..] j'avais la tête comme une calebasse. Naturellement, après un certain nombre de prises, je ne pouvais plus me défendre d'un réflexe d'appréhension. Cela dura deux jours et fut à l'origine de vingt ans d'amitiés. »[2].
- En 1977, Pierre Tchernia a réalisé pour la télévision une nouvelle version de la nouvelle de Marcel Aymé : Le Passe-muraille avec Michel Serrault dans le rôle-titre.
- En 2016, une nouvelle version intitulée Le Passe-muraille est réalisée par Dante Desarthe, avec Denis Podalydès dans le rôle-titre et également Marie Dompnier, Scali Delpeyrat et Céline Milliat-Baumgartner.
- Le film original rassembla 2 566 567 spectateurs en salles[3].